# أبو الحسين الخرقي
أبو الحسين محمد بن المُظفِّر بن عبد الله بن مظفِّر بن نحرير الخرقي (377هـ/987م - 455هـ/1063م) ويُشار إليه أحياناً ابن نحرير البغدادي، هو شاعر وأديب عربي عاش في القرن الخامس الهجري.

## سيرته
ولِدَ محمد بن المُظفِّر بن عبد الله في سنة 377هـ، وينتسب من جهة أبيه إلى بني فهد، بينما أمُّه كانت من قبيلة الحارث بن كعب. تبحَّر الخرقي في كثيرٍ من العلوم والفنون، وأخذ عنه عدد من العلماء، أشهرهم الخطيب التبريزي. يُشتبَه في كونه شيعياً، وأشار الباخرزي إلى أنَّه كان أعمى. تُوفِّي أبو الحسين الخرقي في سنة 455هـ.

## شعره
تناول في شعره الغزل والوصف، واستعار فيه مصطلحات من علم المنطق والكلام.